# Kunai

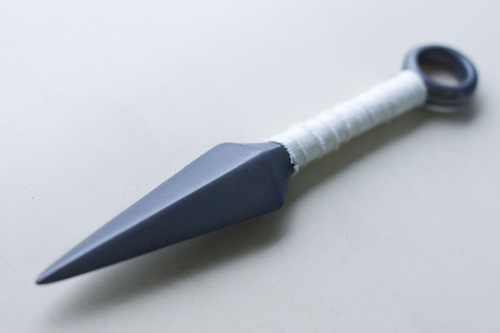
Kunai

A kunai (苦無 kunai) egy japán tőrféleség. Méretben két változatot különböztetünk meg, van a rövid kunai (小 苦 无 sho-kunai), és a nagy kunai (大 苦 无 dai-kunai). A kunai kést a nindzsák használják. Bár egyszerű eszköznek tűnik, szakértői kezekben igazi multifunkciós fegyver válhat belőle. A kunai eredetileg kerti szerszám volt, amit ásáshoz illetve néha falazáshoz is használtak. Egy átlagos kunai 40 cm-es, de több fajtája is előfordul 20 és 60 cm között.